# Busbetriebshof Moosach
Der Busbetriebshof Moosach (auch Hybrid-M) ist ein 2020 an der Ecke Georg-Brauchle-Ring/Hanauer Straße in München-Moosach errichteter Busbetriebshof der Münchner Verkehrsgesellschaft ausgelegt für 200 Elektrobusse.

## Beschreibung
Der Gebäudekomplex gliedert sich in die zwei Nutzungsbereiche Busbetriebshof und eine städtebaulich notwendige Mantelbebauung mit Büroflächen für rund 900 Arbeitsplätze sowie einer Hochgarage für rund 320 Stellplätze.
Auf 27.000 Quadratmeter umfasst der Busbetriebshof, die Geschossfläche 65.000 Quadratmeter.
Im Busbetriebshof werden Busse der Stadt München geladen und instand gesetzt. Der neue Busbetriebshof gliedert sich in eine dreischiffige Abstellhalle und zwei Werkstatthallen mit Spenglerei und Lackiererei. Im Keller darunter befinden sich Ersatzteillager, Medien-, Betriebs- und Technikräume. Im Bereich der Abstellhalle werden die Busse auf zwei Fahrspuren mit Tank- und Waschanlagen betriebsbereit gemacht. Die Arbeitsstände sind auch auf die extralangen Buszüge ausgelegt. Spezialarbeitsstände für die Bearbeitung von Elektrobussen werden ebenfalls installiert.
Unmittelbar südlich davon schließt sich ein Wohngebiet mit bis zu 600 Wohneinheiten inkl. Werkswohnungen an, die auch Fahrdienstmitarbeitern angeboten werden. In dem neuen Quartier werden außerdem eine Grundschule, Kindertagesstätten und Einkaufsmöglichkeiten entstehen.